# 普卡孫托山
14°46′59″S 72°35′00″W / 14.78306°S 72.58333°W
普卡孫托山（Puka Suntu），是秘魯的山峰，位於該國南部阿雷基帕大區，由拉烏尼翁省的普伊卡區負責管轄，屬於萬索山脈的一部分，海拔高度約5,200米。